# Класний керівник
Класний керівник (англ. Homeroom teacher;  form-master; нім. Klassenlehrer) – педагогічний працівник, який здійснює педагогічну діяльність з колективом учнів класу, навчальної групи професійно-технічного навчального закладу, окремими учнями, їх батьками, організацію і проведення позаурочної та культурно-масової роботи, сприяє взаємодії учасників навчально-виховного процесу в створенні належних умов для виконання завдань навчання і виховання, самореалізації та розвитку учнів (вихованців), їх соціального захисту.
«Класний керівник творить найбільше багатство суспільства – Людину…» В. О. Сухомлинський
В денних загальноосвітніх навчальних закладів на початок 2016/17 навчального року було 199872 класи, з них: 83695 перших-четвертих класів, 93255 п’ятих-дев’ятих класів, 22922 десятих-дванадцятих класів (без спецкласів у загальноосвітніх навчальних закладах та класів у спеціальних школах (школах-інтернатах). 
Для класних керівників спеціально видається всеукраїнська газета "Шкільний світ ".

## Обов'язки класного керівника
Обов'язки класного керівника покладаються директором навчального закладу на педагогічного працівника навчального закладу системи загальної середньої освіти або на досвідченого майстра виробничого навчання, який має педагогічну освіту або відповідну професійну освіту та професійно-педагогічну підготовку, здійснює педагогічну діяльність, фізичний та психічний стан здоров'я якого дозволяє виконувати ці обов'язки. 
Обов'язки класного керівника покладаються на педагогічного працівника за його згодою, і не можуть бути припинені до закінчення навчального року. 
У виняткових випадках з метою дотримання прав та інтересів учнів (вихованців) та їх батьків зміна класного керівника може бути здійснена протягом навчального року.  
На класного керівника покладається керівництво одним класом, навчальною групою.
У початкових класах класне керівництво здійснює вчитель початкових класів.
У професійно-технічному навчальному закладі класне керівництво здійснюється в  навчальних групах, учні (вихованці) яких під час навчання здобувають повну загальну середню освіту або навчаються на основі базової загальної середньої освіти без отримання повної.

## Функціональні обов'язки класного керівника
Функціональні обов'язки класного керівника розробляються з урахуванням типу закладу та завдань навчально-виховного,  навчально-виробничого процесів і затверджуються директором  навчального закладу.
Функціональні обов'язки класного керівника:
- сприяє забезпеченню умов для засвоєння учнями (вихованцями) рівня та обсягу освіти, а також розвиткові їх здібностей;
- створює умови для організації змістовного дозвілля, у тому числі організовує та  проводить відвідування музеїв, театрів, виставок, екскурсій, заходи з охорони  природи;
- відповідає за профілактику бездоглядності, правопорушень, планує та проводить відповідні заходи (особливо для учнів з числа незахищеної та пільгової категорії населення);
- сприяє підготовці учнів (вихованців) до самостійного життя в дусі взаєморозуміння, миру, злагоди між усіма народами, етнічними, національними, релігійними групами;
- проводить виховну роботу з урахуванням  вікових та індивідуально-психологічних особливостей учнів (вихованців), їх нахилів, інтересів, задатків, готовності до певних видів діяльності, а також рівня сформованості учнівського колективу;
- співпрацює з вчителями, викладачами, майстрами виробничого навчання, психологом, медичними працівниками, органами учнівського самоврядування, батьками та іншими учасниками навчально-виховного процесу з виконання завдань навчання та виховання в учнівському колективі (групі), соціального захисту учнів (вихованців).

## Права класного керівника
Класний керівник має право на:
- відвідування уроків, занять із теоретичного та виробничого навчання, виробничої практики та позакласних заходів, семестрових, річних атестацій та заліків у закріпленому класі (групі), бути присутнім на заходах, що проводять для учнів (вихованців) навчальні,  культурно-просвітні заклади, інші юридичні або фізичні особи;
- внесення пропозицій на розгляд адміністрації навчального закладу та педагогічної   ради про моральне та матеріальне заохочення учнів (вихованців);
- ініціювання розгляду адміністрацією навчального закладу питань соціального захисту учнів (вихованців);
- внесення пропозицій на розгляд батьківських зборів класу (групи) щодо матеріального забезпечення організації та проведення позаурочних заходів у порядку, визначеному законодавством;
- відвідування учнів (вихованців) за місцем їх проживання або в гуртожитку професійно-технічного навчального закладу (за згодою батьків, опікунів, піклувальників), вивчення умов їх побуту та виховання, а також виходити з пропозиціями на педагогічних зборах щодо притягнення до відповідальності батьків, які ведуть аморальний спосіб життя, грубо  поводяться  зі  своїми  дітьми, завдають їм моральної та фізичної шкоди;[2]

## Особливості виховної роботи класного керівника
Класний керівник є головним організатором виховної роботи у класі, першим    вихователем, консультантом, безпосереднім наставником, який спрямовує навчально-виховний процес, співпрацює з учнями, їх батьками, вихователями ГПД, вчителями-предметниками, керівниками гуртків, дитячими  та молодіжними  громадськими  організаціями, організовує і проводить позаурочну та культурно-масову роботу.
Класний керівник планує і координує всю виховну роботу з класом з урахуванням вікових та індивідуальних особливостей учнів, їх нахилів і інтересів, рівня сформованості учнівського колективу, сприяє розвитку самоврядування  в  класі, створює умови для організації змістовного дозвілля, проводить відповідні заходи щодо профілактики правопорушень, бездоглядності.
Система роботи класного керівника – це сукупність взаємопов'язаних між собою виховних заходів, які  випливають із завдань громадянського виховання.
Основними розділами виховної роботи класного керівника є:
1. Вивчення учнів, учнівського колективу.
2. Створення і розвиток класного учнівського колективу.
3. Організація і проведення позаурочної (позашкільної) виховної роботи.
4. Співпраця з культосвітніми й позашкільними установами.
5. Робота з батьками.

Найпоширенішою формою організації виховної роботи є індивідуальна робота та класна  година або година спілкування класного керівника, яка проводиться раз на тиждень. Такі години мають бути різноманітними за тематикою та формами проведення, пов'язаними із життям класу, школи, мікрорайону, міста, області.

## Доплата за класне керівництво
Стаття 25 Закону України «Про загальну середню освіту» встановлює, що класне керівництво – це один з видів педагогічної діяльності, за здійснення якої педагогічному працівнику встановлюється доплата в розмірі 20-25 відсотків до тарифної ставки.
Вчителям, викладачам, старшим викладачам, майстрам виробничого навчання та іншим педагогічним працівникам (крім керівних) загальноосвітніх навчальних закладів, вищих навчальних закладів I-II рівнів акредитації та професійно-технічних навчальних закладів провадиться додаткова оплата за класне керівництво:  
- у  I-IV класах – в розмірі 20 відсотків ставки заробітної плати;
- у V-XI (XII) класах (в тому числі при виправно та виховно-трудових установах та  спеціальних професійно-технічних училищах) – в розмірі 25 відсотків ставки заробітної плати
- (посадового окладу);
- у вищих навчальних закладах I-II рівнів акредитації та професійно-технічних  навчальних закладах, крім вечірніх (змінних) професійно-технічних навчальних закладів  (відділень, груп) і професійно-технічних навчальних закладів при виправно-трудових установах  Міністерства внутрішніх справ, - в розмірі 20 відсотків ставки заробітної плати (посадового окладу).
- В  класах (класах-комплектах, групах) шкіл усіх типів і найменувань з числом учнів менше 12 чоловік, в професійно-технічних навчальних закладах – менше 20 чоловік, в навчальних закладах мистецтв – від 12 до 15 чоловік оплата за класне керівництво здійснюється в розмірі 50 відсотків відповідних розмірів доплат.[5]